# Агворик
Агворик (на арменски: Աղվորիկ) е село и община в Армения, област Ширак. Според Националната статистическа служба на Армения през 2012 г. общината има 126 жители.

## Демография
Броят на населението в годините 1896–2004 е както следва: